# Stefano Gabrini
Stefano Gabrini   (Roma, 4 de gener de 1959) és un actor, guionista i director de cinema italià.

## Biografia
Gabrini treballa en el món del cinema des del 1983; va realitzar curtmetratges, videoclips, documentals i va participar en diversos projectes televisius com La notte della Repubblica i Viaggio intorno all'uomo. També va treballar com a director de producció al teatre. Després d'un episodi com a crític de cinema per a Reporter, va protagonitzar el llargmetratge de Beppe Cino La casa del buono ritorno i va exercir d'ajudant de direcció. A partir del seu propi guió, premiat al concurs "Scrivere il Cinema", va dirigir el 1990 Il gioco delle ombre, en el qual també va actuar. El seu documental The Secret Music of the Plants havia guanyat un premi a Anglaterra dos anys abans. Un altre llargmetratge només es va estrenar l'any 2001, el premiat Jurij. Van seguir treballs per a televisió i altres curtmetratges.

## Filmografia
- Il gioco delle ombre (1991)
- Jurij (2001)
- La casa del buon ritorno, de Beppe Cino (1986) com a actor

## Premis
- Fantafestival 1991 – Premi especial per Il gioco delle ombre

- Globo d'oro
  - 1992 – Millor opera prima per Il gioco delle ombre
  - 2002 – Premi de la premsa estrangera per Jurij
  - 2002 – Nominat al millor director per Jurij

- Festival de Cinema de Giffoni 2001 - Millor actor protagonista Rajmund Onodj a Jurij